# Catania Beach Soccer 2015
Questa voce raccoglie le informazioni riguardanti il Catania Beach Soccer nelle competizioni ufficiali della stagione 2015.

## Stagione
Per la prima volta nella sua storia la squadra arriva alla finale però perdendola contro il Kristall per 6-2, ed arriva anche in finale in Coppa Italia.

## Rosa
in corsivo giocatori che hanno lasciato la squadra dopo una competizione.
| N. |                    | Ruolo | Calciatore                   |
| -- | ------------------ | ----- | ---------------------------- |
| 1  | Italia (bandiera)  | P     | Simone Del Mestre            |
| 12 | Brasile (bandiera) | P     | Giuliano Ciarelli            |
|    | Italia (bandiera)  | P     | Davide Bua                   |
| 4  | Spagna (bandiera)  | D     | Nico                         |
| 3  | Brasile (bandiera) | D     | Gabriel                      |
| 6  | Italia (bandiera)  | D     | Giuseppe Platania (capitano) |
| 11 | Brasile (bandiera) | D     | Fred                         |

| N. |                    | Ruolo | Calciatore                    |
| -- | ------------------ | ----- | ----------------------------- |
| 10 | Italia (bandiera)  | C     | Diego Armando Maradona Junior |
| 7  | Italia (bandiera)  | C     | Pietro Palazzolo              |
| 9  | Italia (bandiera)  | C     | Daniele Bosco                 |
| 18 | Italia (bandiera)  | A     | Emanuele Zurlo                |
| 13 | Brasile (bandiera) | A     | Rodrigo                       |
| 19 | Italia (bandiera)  | A     | Raffaele Ortolini             |

## Risultati

### Euro Winners Cup

#### Fase a gironi
- Catania Beach Soccer – Bohemians 1905 12-6
- Catania Beach Soccer – Chemnitz 5-1
- Catania Beach Soccer – Murcia 5-2

#### Ottavi di finale
- Catania Beach Soccer – Gyongyos 5-3

#### Quarti di finale
- Catania Beach Soccer – Milano Beach Soccer 2-1

#### Semifinale
- Catania Beach Soccer – Amrahbank 3-2

#### Finale
- Catania Beach Soccer – Kristall 2-6

### Serie A

#### 1ª tappa
San Benedetto del Tronto
- Catania Beach Soccer – Lamezia 7-4
- Catania Beach Soccer – Canalicchio 7-2
- Catania Beach Soccer – Barletta 5-2

#### 2ª tappa
Catanzaro Lido
- Catania Beach Soccer – Villafranca 5-0
- Catania Beach Soccer – Catanzaro 8-3
- Catania Beach Soccer – Catanese 8-2
- Catania Beach Soccer – Ecosistem CTZ 12-4

#### Quarti di finale
- Catania Beach Soccer – Anxur Trenza 5-2

#### Semifinale
- Catania Beach Soccer – Terracina 4-5

#### Finale 3/4 posto
- Sambenedettese - Catania Beach Soccer 4-5